# Augsburger Reichsmünzordnung von 1559

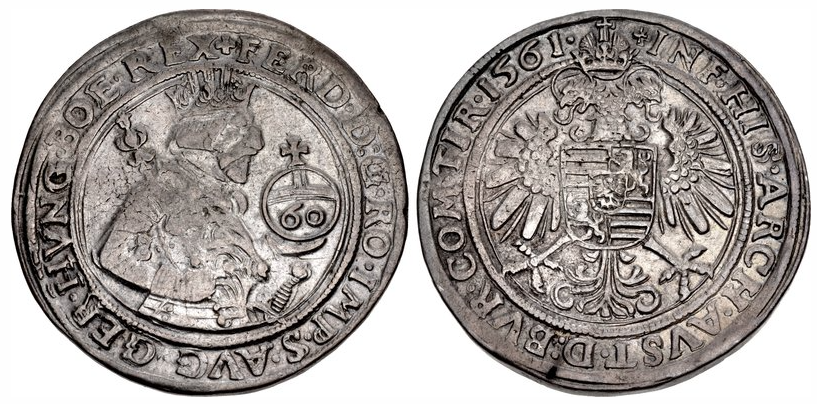
Kaiser Ferdinand I., Reichsguldener zu 60 Kreuzern von 1561. Umschrift: FERD(inandus) D(ei) G(ratia) RO(manorum) IMP(erator) S(emper) AVG(ustus) Ger(maniae) HVNG(ariae) BO(h)E(miae) REX // INF(ans) HIS(paniarum) ARCH(idux) AVST(riae) D(ux) BVR(gundiae) COM(ites) TIR(olis) 1561. (Silber; Durchmesser 39 mm; 24,47 g)

Die Augsburger Reichsmünzordnung von 1559 wurde von Kaiser Ferdinand I. auf dem Augsburger Reichstag erlassen. Damit wurde eine Münzordnung geschaffen, die sich durchzusetzen vermochte. Diese dritte Reichsmünzordnung hob die Wertgleichheit von rheinischem Goldgulden und Güldener auf und führte den Reichsguldener im Wert von 60 Kreuzern ein.

## Geschichte

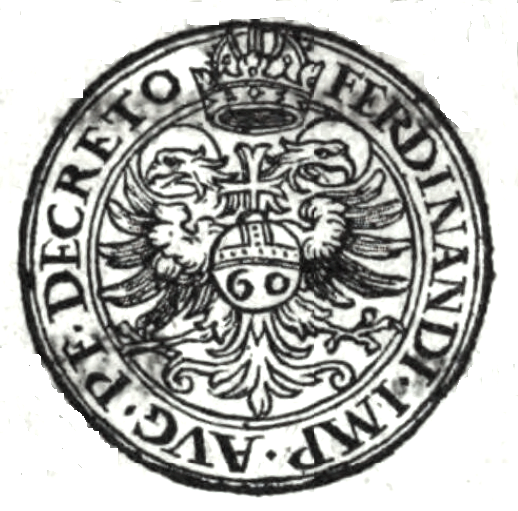
Kaiser Ferdinands I. Vorschrift für das Münzbild und die Umschrift: FERDINANDI IMP(erator) AVG(usti) P. F. DECRETO. (Des römischen Kaisers Ferdinand des Erhabenen Dekret.)

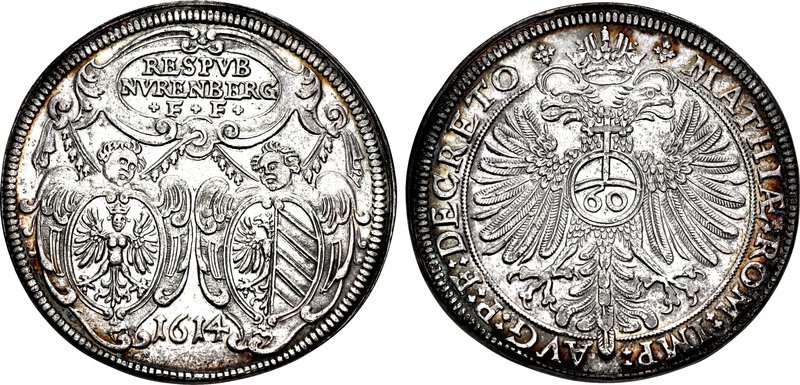
Nürnberg (Stadt), Reichsguldener zu 60 Kreuzern von 1614 mit Titel des Kaisers Matthias (MATHIӔ ROM(anorum) IMP(erator) AVG(ustus) P. F. DECRETO). (Silber; Durchmesser 40 mm; 23,82 g)

Von der ersten Reichsmünzordnung, der Esslinger Reichsmünzordnung von 1524, hatte nur die Einführung der Kölner Mark = 233,855 g als Münzgrundgewicht bleibenden Bestand. Die zweite, die Augsburger Reichsmünzordnung von 1551, hatte die Wertgleichheit von rheinischem Goldgulden und Güldener bzw. Guldiner bestimmt. Erst die dritte Reichsmünzordnung, am 19. August 1559 von Kaiser Ferdinand I. (1531 römischer König, 1558–1564(61) Kaiser) auf dem Augsburger Reichstag erlassen, hob die Wertgleichheit auf und führte als neues größeres Silbernominal den Reichsguldener (Reichsgulden) im Wert von 60 Kreuzern ein (siehe Tabelle). „Damit war in Oberdeutschland“, so der langjährige Direktor des Dresdner Münzkabinetts Paul Arnold, „die seit der zweiten Reichsmünzordnung bestehende Differenz zwischen geprägtem Guldiner zu 72 Kreuzern und Rechnungsguldiner zu 60 Kreuzern wieder aufgehoben.“

### Die sieben Münzsorten der Reichsmünzordnung
(nach Walther Haupt)
| Münznominal                      | Raugewicht (g) | Feinsilbergewicht (g) | Feingehalt (0/00) |
| -------------------------------- | -------------- | --------------------- | ----------------- |
| Reichsguldener = 60 Kreuzer      | 24,550         | 22,530                | 920,500           |
| Halbguldener = 30 Kreuzer        | 12,280         | 11,300                | 920,500           |
| Zehnkreuzer                      | 4,09           | 03,775                | 920,500           |
| Fünfkreuzer                      | 02,045         | 01,886                | 920,500           |
| Drittelhalbkreuzer = 2 ½ Kreuzer | 1,88           | 0,95                  | 500,000           |
| Zweikreuzer                      | 1,50           | 0,75                  | 500,000           |
| Kreuzer                          | 00,958         | 00,402                | 418,888           |

### Zulässige andere Münzsorten
Außerdem sollten zulässig sein (weitere Angaben nach Walther Haupt):
| Münznominal                                             | Stück | Stück Kreuzer |
| ------------------------------------------------------- | ----- | ------------- |
| Reichsgroschen                                          | 21    | 60            |
| Würzburgische, Württembergische und badische Schillinge | 28    | 60            |
| Sündische Schillinge oder Sechslinge                    | 48    | 60            |
| Rappenviertel                                           | 75    | 60            |
| Gröschlein                                              | 84    | 60            |

Neben dem rheinischen Goldgulden wurde als neue Reichsgoldmünze der Dukaten zu 104 Kreuzern zugelassen.
Auch die Augsburger Reichsmünzordnung von 1559 schrieb den Reichsständen ein einheitliches Vorder- und Rückseitenbild auf ihren Geprägen vor. Auf der Hauptseite sollte sich der zweiköpfige Reichsadler mit dem Reichsapfel auf der Brust befinden, in dem der Wert des Geldstückes in Kreuzer angegeben ist und dazu die Umschrift FERDINANDI IMP. AUGUSTI P. F. DECRETO. Auf der Gegenseite sollte das Wappen und 
der Name sowie Titel und Münzstand oder Münzherr ersichtlich sein. Allerdings hielt sich der Kaiser selbst nicht an seine Vorschrift. (Vergleiche das Münzbild zur Vorschrift mit seinem geprägten Reichsguldener oben.)
Nicht der Reichsguldener der neuen Münzordnung setzte sich durch, sondern der 1566 legalisierte Reichstaler.

### Vom Guldengroschen zum Reichstaler

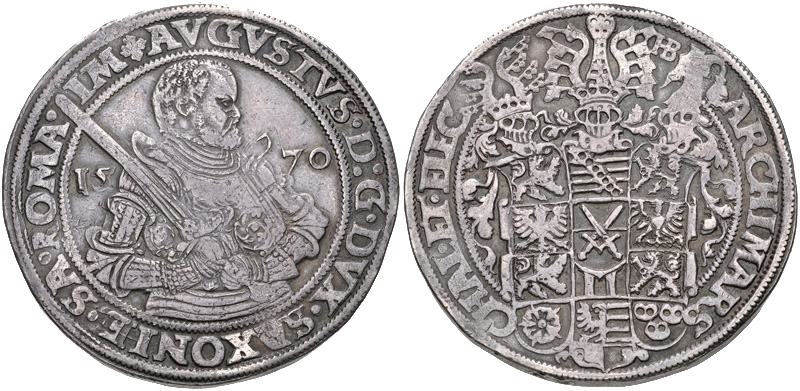
Kurfürst August, Guldengroschen von 1570, Münzstätte Dresden, (Silber; Durchmesser 40 mm; 29,08 g)

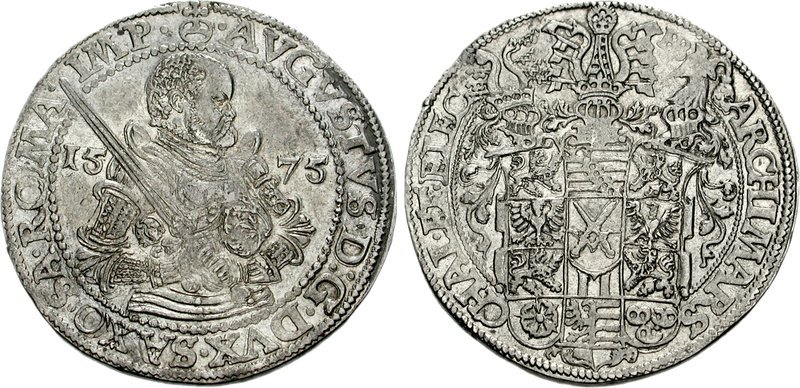
Kurfürst August, Reichstaler von 1575 mit dem kleinen Reichsapfel über dem Kopf des Kurfürsten. Umschrift: AVGVSTVS D(ei) G(ratia) DVX SAXO(niae) SA(cri) ROMA(ni) IMP(erii) // ARCHIMARSCHAL(us) ET ELEC(tor). (Silber; Durchmesser 40 mm; 29,09 g)

Erst das im Jahr 1566 von Kaiser Maximilian II. (1564–1576) auf dem Augsburger Reichstag erlassene Reichsmünzedikt trug der beherrschenden Stellung des sächsischen Guldengroschens in den mittel- und niederdeutschen Ländern Rechnung. Der Kaiser ließ die Talermünze 1566 bei geringer Feingehaltsverminderung von 902,78 auf 888,89 ‰ als Reichsmünze (Reichstaler) im Wert von 68 Kreuzern zu. Dennoch zögerte Kurfürst August von Sachsen noch, der Reichsmünzordnung beizutreten und Reichstaler prägen zu lassen, wie sie bereits von Maximilian ausgegeben wurden.
Kurfürst August hätte allerdings bei weiterer Verzögerung befürchten müssen, dass die schweren sächsischen Guldengroschen gegen die leichteren Münzen der Reichsmünzordnung ausgewechselt werden würden, denn der neue Reichsmünzfuß verbreitete sich. Außerdem waren genaue Kontrollen über die Einhaltung der Reichsmünzordnung festgelegt worden. Den 10 Reichskreisen, in die das Heilige Römische Reich eingeteilt war, oblag die Kontrolle der Einhaltung der Reichsmünzordnung. Dazu dienten jährlich zwei Kreisprobationstage, zu denen die kreisausschreibenden Fürsten einzuladen hatten. Für die Probationstage war ein Generalkreiswardein zu bestellen, der nach der Probationsordnung auf die Einhaltung von Schrot und Korn des gesetzlich festgelegten Reichsmünzfußes zu achten hatte. Die Münzstände hatte von jedem Münznominal in eine verschlossene Fahrbüchse (mehrfach verschließbarer Behälter) ein Geldstück oder eine Zainprobe einzuwerfen, die der Generalmünzwardein am 1. Mai und am 1. Oktober zu prüfen hatte.
Da Kaiser Maximilian II. die strikte Durchführung der Reichsmünzordnung nachdrücklich befahl, konnte Kurfürst August sich ihr nicht mehr entziehen. Als kreisausschreibender Fürst musste er die Reichsmünzordnung im obersächsischen Reichskreis durchsetzen. Sein Beitritt erfolgte stillschweigend am 8. April 1571 mit dem Druck einer sogenannten Hauptvalvation.
Er ließ alle Nominale als „reichsfußgemäß“ mit einem kleinen Reichsapfel versehen. Die nach dem Reichsmünzfuß ausgebrachten Reichstaler verdrängten die 1559 eingeführten Reichsguldener und wurden im Heiligen Römischen Reich Hauptwährungsnominal.

### Ausprägung Kurfürst Augusts nach dem Beitritt zur Reichsmünzordnung 1571
(Paul Arnold: nach W. Schwinkowski)
| Münznominal                 | Wert (Groschen) | Stück (gemischte Mark) | Gewicht (g) | Stück (Mark Feinsilber) | Feinsilber (g) | Feingehalt (0/00) |
| --------------------------- | --------------- | ---------------------- | ----------- | ----------------------- | -------------- | ----------------- |
| Reichstaler                 | 24              | 008                    | 29,23       | 009,                    | 25,98          | 888,89            |
| 1⁄2 Reichstaler             | 12              | 016                    | 14,62       | 018,                    | 12,99          | 888,89            |
| 1⁄4 Reichstaler (Ort)       | 06              | 032                    | 07,31       | 036,                    | 6,5            | 888,89            |
| 1⁄8 Reichstaler             | 03              | 064                    | 03,65       | 072,                    | 03,25          | 888,89            |
| 1⁄24 Reichstaler (Groschen) | 01              | 109                    | 02,15       | 218,                    | 01,07          | 500,00            |
| Dreier                      | 1⁄4             | 274                    | 00,85       | 0876,8                  | 00,27          | 312,50            |
| Pfennig                     | 1⁄12            | 682                    | 00,34       | 2728,0                  | 00,09          | 250,00            |

Generell konnten jedoch die Probleme im Münz-, Maß- und Gewichtswesen wegen der Schwäche der kaiserlichen Zentralgewalt gegenüber den münzberechtigten Fürsten mit der Reichsmünzordnung nicht beseitigt werden.